# Vlag van Sint-Lievens-Houtem
De vlag van Sint-Lievens-Houtem werd door de gemeenteraad op 10 oktober 1980 officieel vastgesteld als de gemeentelijke vlag van de Oost-Vlaamse gemeente Sint-Lievens-Houtem. Op 16 juli 1981 werd hij door het koninklijk besluit bevestigd en uiteindelijk gepubliceerd op 3 oktober 1981 in het officiële Belgisch Staatsblad.
Officieel wordt de vlag beschreven als:
Zeven even hoge banen van wit en van rood.
De zeven banen zijn ontleend aan de leeuwen, weergegeven in het voormalige wapen van Sint-Lievens-Houtem en in het eerste en vierde kwart van het huidige wapen van Sint-Lievens-Houtem.

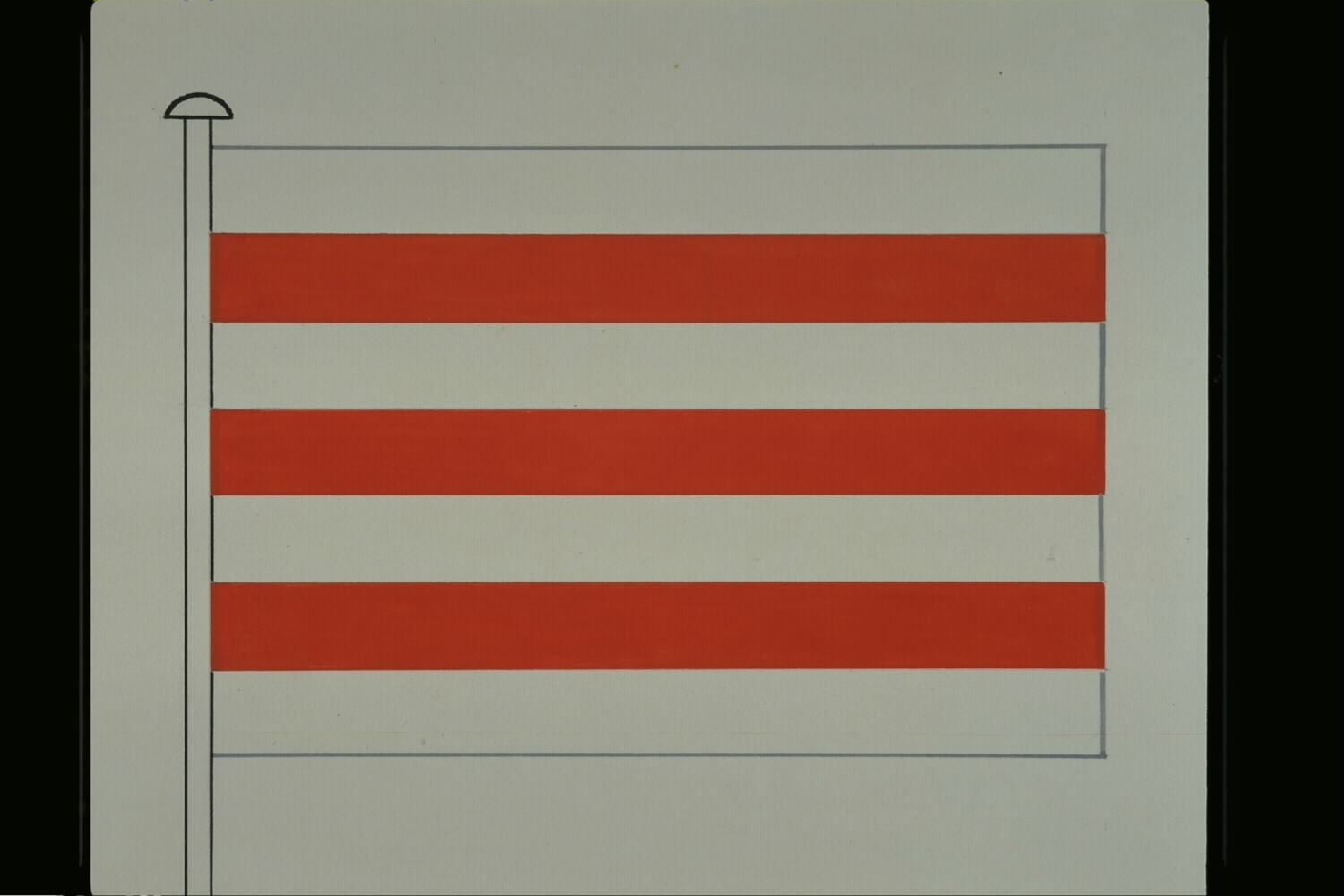
Officiële tekening van de vlag